# Tomorrow Never Dies (datorspel)
Tomorrow Never Dies (1999) är ett datorspel utgivet av Electronic Arts till Playstation.